# Shawn James
Shawn James (Berbice, Guyana, 10 de septiembre de 1983) es un exjugador de baloncesto guyanés. Con 2.08 de estatura, su puesto natural en la cancha era el de pívot. Es hermano del también baloncestista Delroy James.

## Trayectoria
- Universidad de Northeast (2004-2006)
- Universidad de Duquesne (2007-2008)
- Bnei HaSharon (2008-2011)
- Maccabi Tel Aviv (2011-2014)
- EA7 Emporio Armani Milan (2014-2015)
- Bilbao Basket (2015)
- Olympiacos B.C. (2015)
- Eskişehir Basket (2016)[1]
- KK Budućnost Podgorica (2016)
- Cariduros de Fajardo (2017-2018)
- Boulazac Basket Dordogne (2018)